# Apportemission
En apportemission innebär att betalning för nyemitterade aktier i ett bolag erläggs med annan egendom (annan egendom sätts in i bolaget), apportegendomen, än kontanter. Apportegendomen kan i princip utgöras av vilken tillgång som helst, såsom aktier, fastigheter, maskiner, patent och uppfinningar. 
Ett exempel på en apportemission är när ett företag köper ett annat, och de köpta aktierna betalas med nyemitterade aktier i det apporterande (köpande) bolaget.